# Поленское (Рязанская область)
Поленское — деревня в Рязанском районе Рязанской области. Входит в состав Турлатовского сельского поселения.

## География
Находится в северо-западной части Рязанской области на расстоянии приблизительно 15 км на юго-восток по прямой от вокзала станции Рязань I.

## История
На карте 1850 года отмечена как поселение с 11 дворами. В 1897 году здесь (тогда деревня Рязанского уезда Рязанской губернии) было учтено 46 дворов.

## Население
Численность населения: 380 человек (1897 год), 18 в 2002 году (русские 100 %), 10 в 2010.